# Kim Young-gil
Kim Young-gil (koreanisch 김영길; * 5. Mai 1974) ist ein südkoreanischer Badmintonspieler. 

## Karriere
Kim Young-gil gewann 1991 bei den Hungarian International sowohl die Doppel- als auch die Mixedkonkurrenz. 1993 wurde er südkoreanischer Meister im Herrendoppel mit Choi Ji-tae. 1995 gewann er bei den Weltmeisterschaften der Studenten den Titel im Mixed.

## Sportliche Erfolge
| Saison | Veranstaltung                     | Disziplin    | Platz | Name                         |
| ------ | --------------------------------- | ------------ | ----- | ---------------------------- |
| 1991   | Hungarian International           | Herrendoppel | 1     | Kim Young-gil / Lee Dong-soo |
| 1991   | Hungarian International           | Mixed        | 1     | Kim Young-gil / Park Soo-yun |
| 1993   | Südkoreanische Meisterschaft      | Herrendoppel | 1     | Kim Young-gil / Choi Ji-tae  |
| 1996   | Weltmeisterschaften der Studenten | Mixed        | 1     | Kim Young-gil / Choi Ma-ree  |

## Referenzen
- Kim Young-gil beim Badminton-Weltverband

| Personendaten    | Personendaten                    |
| ---------------- | -------------------------------- |
| NAME             | Kim, Young-gil                   |
| ALTERNATIVNAMEN  | 김영길                           |
| KURZBESCHREIBUNG | südkoreanischer Badmintonspieler |
| GEBURTSDATUM     | 5. Mai 1974                      |